# Visoka (Arilje)
Pour les articles homonymes, voir Visoka.
Visoka (en serbe cyrillique : Висока) est un village de Serbie situé dans la municipalité d'Arilje, district de Zlatibor. Au recensement de 2011, il comptait 354 habitants.

## Géographie
Visoka est située à 37 km d'Arilje.

## Histoire
La première mention du village remonte à 1476.

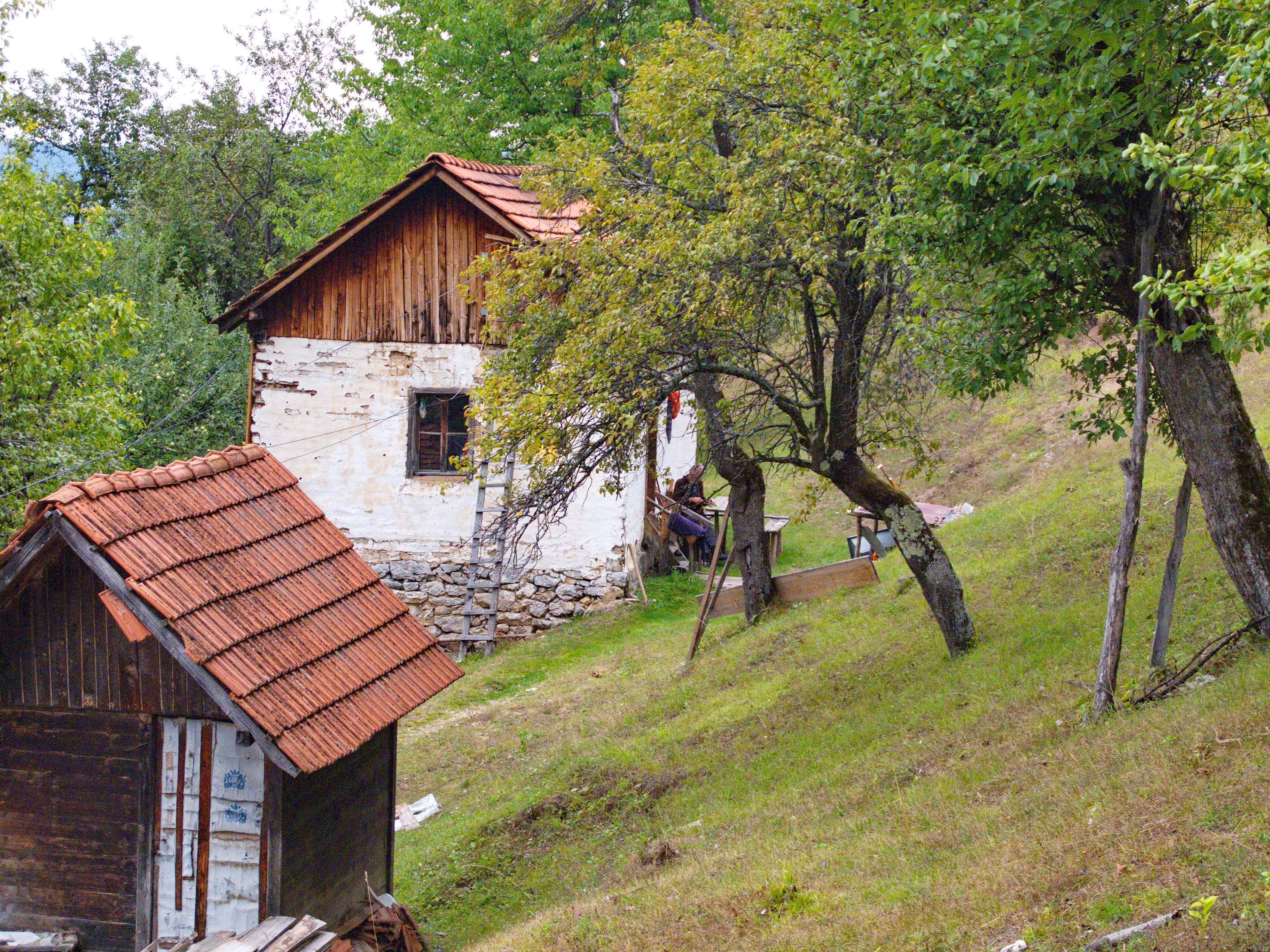
Maison ancienne et ambar (grenier) à Visoka
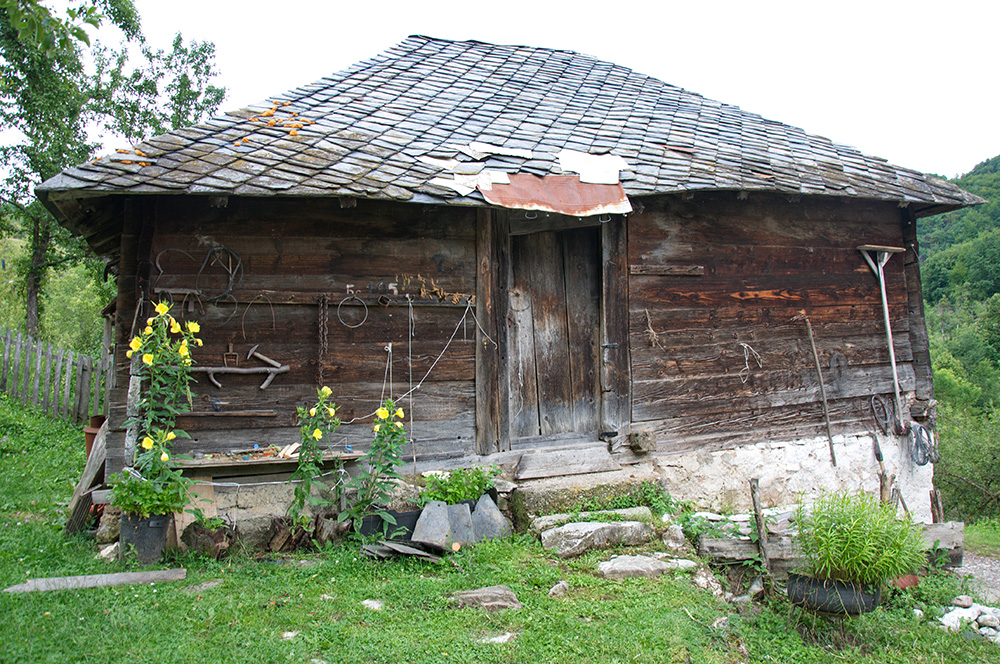
Bâtiment ancien
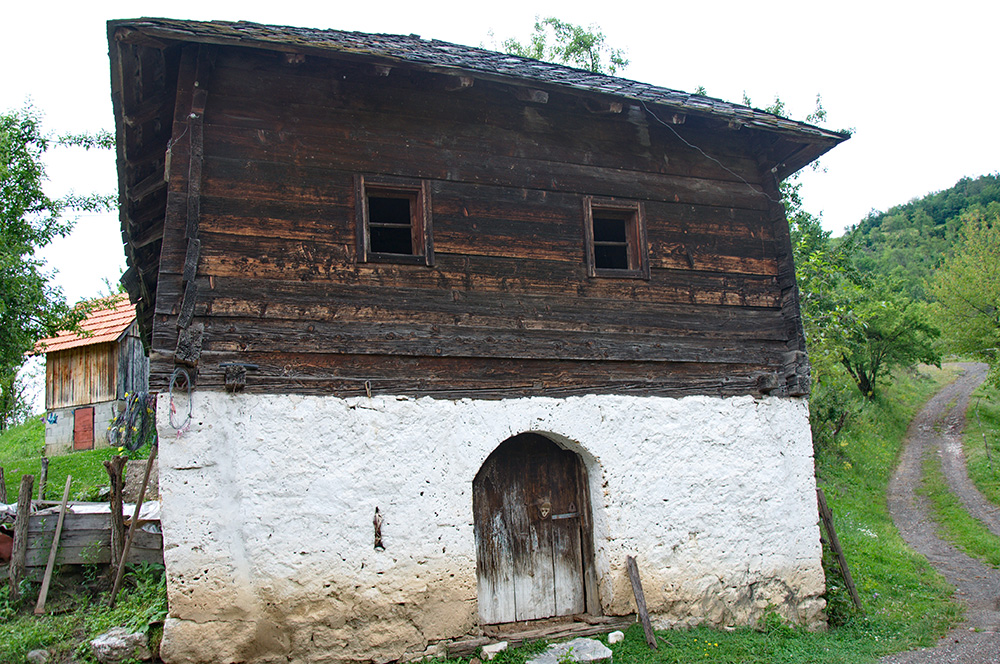
Maison ancienne
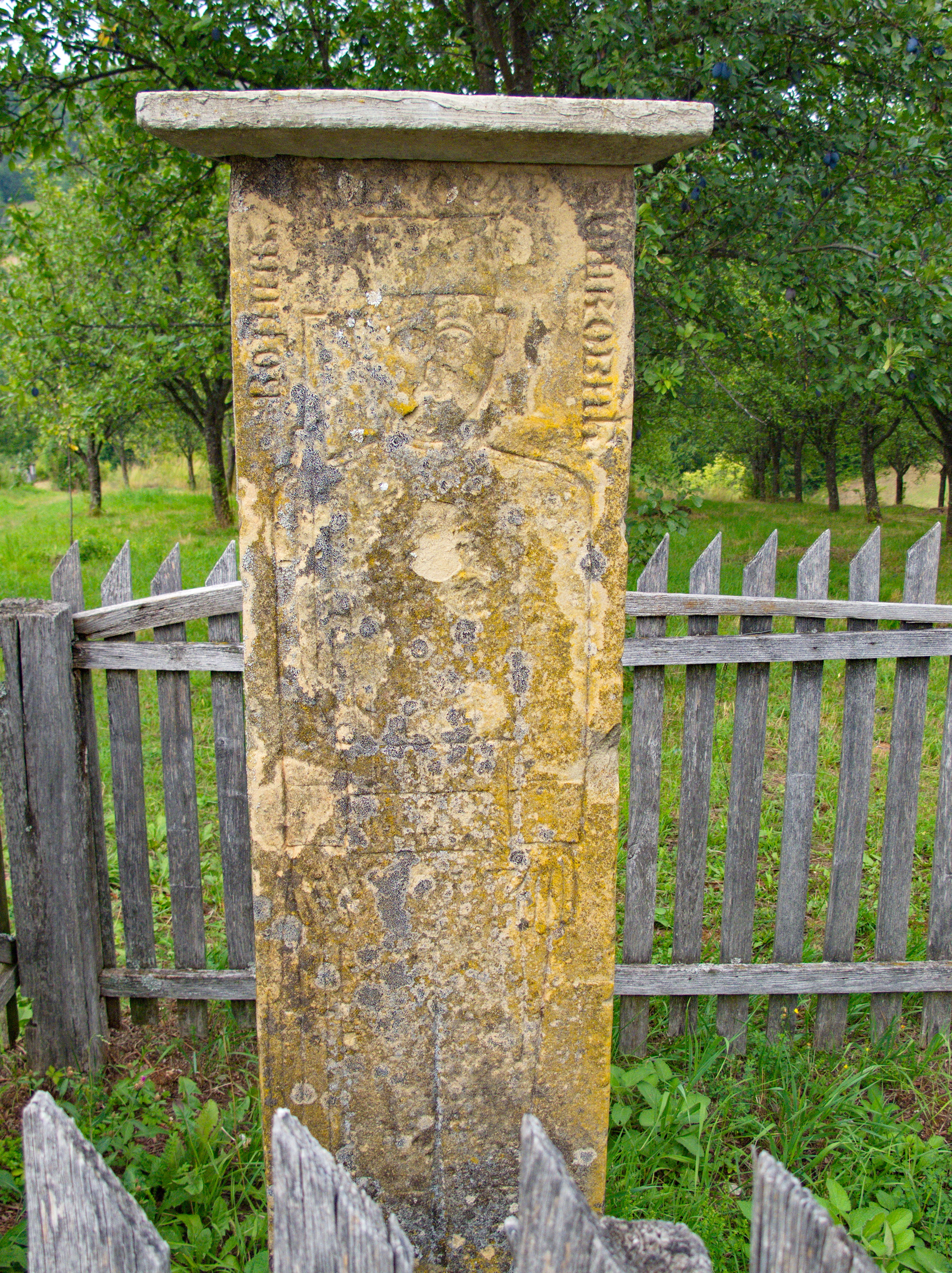
Stèle funéraire

## Démographie
| 1948  | 1953  | 1961  | 1971  | 1981 | 1991 | 2002 | 2011 |
| ----- | ----- | ----- | ----- | ---- | ---- | ---- | ---- |
| 1 111 | 1 132 | 1 210 | 1 054 | 846  | 622  | 474  | 354  |

|  |

## Personnalité
Le chanteur de turbo folk Era Ojdanić est né à Visoka en 1947.